# ハビエル・アラペ
ハビエル・エンリケ・アラペ・ケベド（Javier Enrique Arape Quevedo, 2001年6月5日 - ）は、ベネズエラ・カラボボ州プエルト・カベージョ出身のサッカー選手。リーガFUTVE・アカデミア・プエルト・カベージョ所属。ポジションはFW。

## クラブ経歴
2018年に地元のアカデミア・プエルト・カベージョのトップチームに昇格し、同年5月19日のスリアFC戦で、16歳でプロデビュー。同年シーズン途中リーグ戦2試合に出場。翌2019年シーズンは7試合に出場。2020年3月10日のララFC戦でプロ初ゴールを決めた。